# Роза (Германия)
Роза (нем. Rosa) — община в Германии, в земле Тюрингия.
Входит в состав района Шмалькальден-Майнинген. Население составляет 770 человек (на 31 декабря 2010 года). Занимает площадь 9,42 км².